# طلاق سعاد هانم (فلم)
طلاق سعاد هانم هو فيلم مصري. من بطولة: أنور وجدي، محمود شكوكو ، عبد الفتاح القصري ، فريد شوقي ، سناء سميح ، عبد الحميد زكي؛ عُرض لأول مرة في 7 مايو 1948.

## قصة الفيلم
زوج مستهتر يطلق زوجته سعاد للمرة الثالثة، لكنه ندم على فعلته، فاستعان برجل آخر ليكون محللاً، أي يتزوج زوجته حتى يحل له الزواج منها لاحقاً بعد أن يطلقها المحلل. يعثر الزوج على شاب فقير، ويتفق معه على الزواج منها ليلة واحدة دون أن يمسها، ولكن الزوج المحلل يعجب بزوجته، وكذلك الزوجة تعجب فيه، فيستمر زواجهما.

## أغاني الفيلم
أغاني الفيلم من تأليف أبو السعود الإبياري، ومصطفى السيد، وتلحين محمود الشريف، وعبد العزيز محمود، ومحمود شكوكو.

## الهوامش
• تم تقديم نفس القِصَّة بستة أعمال وهي«قبلني في الظلام ، جوز مراتي ، لعبة الحب والزواج ، الزوج المحترم ، زوج تحت الطلب ، الواد سيد الشغل»

## روابط خارجية
- مقالات تستعمل روابط فنية بلا صلة مع ويكي بيانات
- طلاق سعاد هانم على موقع الدهليز
- طلاق سعاد هانم على موقع كاروهات